# Santa Maria de Souto
Santa Maria de Souto is een plaats (freguesia) in de Portugese gemeente Guimarães en telt 831 inwoners (2001).
Aldão · Arosa · Atães · Azurém · Balazar · Barco · Brito · Caldelas · Calvos · Castelões · Conde · Corvite · Costa · Creixomil · Donim · Fermentões · Figueiredo · Gandarela · Gémeos · Gominhães · Gonça · Gondar · Gondomar · Guardizela · Infantas · Leitões · Longos · Lordelo · Mascotelos · Mesão Frio · Moreira de Cónegos · Nespereira · Oleiros · Oliveira do Castelo · Pencelo · Pinheiro · Polvoreira · Ponte · Rendufe · Ronfe · Salvador de Briteiros · Santa Eufémia de Prazins · Santa Leocádia de Briteiros · Santa Maria de Airão · Santa Maria de Souto · Santiago de Candoso · Santo Estêvão de Briteiros · Santo Tirso de Prazins · São Clemente de Sande · São Cristóvão de Selho · São Faustino · São João Baptista de Airão · São Jorge de Selho · São Lourenço de Sande · São Lourenço de Selho · São Martinho de Candoso · São Martinho de Sande · São Paio · São Salvador de Souto · São Sebastião · São Tomé de Abação · São Torcato · Serzedelo · Serzedo · Silvares · Tabuadelo · Urgezes · Vermil · Vila Nova de Sande